# They All Came Down to Montreux
They All Came Down To Montreux jest pierwszym wydanym koncertem linii Mk VIII zespołu Deep Purple. Materiał zarejestrowano w Montreux 15 lipca 2006 podczas tournée zatytułowanego Rapture of the Deep.
Pierwsza płyta wydania DVD to oryginalny koncert z Montreux, natomiast druga to kameralny koncert w londyńskiej Hard Rock Cafe z 10 października 2005, podczas którego zespół doskonale bawił się z widownią, a śpiew Gillana był zdecydowanie lepszy niż w Montreux.
Oprócz podwójnego wydania DVD, koncert wydano również na płycie blu-ray w roku 2008.

## Lista utworów
Wszystkie utwory, z wyjątkiem opisanych skomponowali Ian Gillan, Ritchie Blackmore, Roger Glover, Jon Lord i Ian Paice.

### Wydanie CD
| 1.  | "Pictures of Home"                                                                                      | 3:56    |
|     | |         |
| 2.  | "Things I Never Said" (Gillan, Steve Morse, Glover, Don Airey, Paice)                                   | 5:43    |
|     | |         |
| 3.  | "Strange Kind of Woman"                                                                                 | 5:05    |
|     | |         |
| 4.  | "Rapture of the Deep" (Gillan, Morse, Glover, Airey, Paice)                                             | 5:16    |
|     | |         |
| 5.  | "Wrong Man" (Gillan, Morse, Glover, Airey, Paice)                                                       | 4:25    |
|     | |         |
| 6.  | "Kiss Tomorrow Goodbye" (Gillan, Morse, Glover, Airey, Paice)                                           | 4:12    |
|     | |         |
| 7.  | "When a Blind Man Cries" (Gillan, Morse, Glover, Lord, Paice)                                           | 3:32    |
|     | - Oryginalnie utwór napisali Gillan, Blackmore, Glover, Lord i Paice ale na albumie opisano go inaczej. |         |
| 8.  | "Lazy"                                                                                                  | 7:33    |
|     | |         |
| 9.  | "Keyboard Solo" (Airey, Albert Ammons, Mozart)                                                          | 4:57    |
|     | |         |
| 10. | "Space Truckin'"                                                                                        | 4:54    |
|     | |         |
| 11. | "Highway Star"                                                                                          | 8:42    |
|     | |         |
| 12. | "Smoke on the Water"                                                                                    | 9:11    |
|     | |         |
|     | | 1:07:26 |
|     | |         |

### Wydanie DVD

#### DVD 1 (Montreux)
1. "Pictures of Home"
2. "Things I Never Said"
3. "Strange Kind of Woman"
4. "Rapture of the Deep"
5. "Wrong Man"
6. "The Well-Dressed Guitar" (Steve Morse solo)
7. "Kiss Tomorrow Goodbye"
8. "When a Blind Man Cries"
9. "Lazy"
10. "Keyboard Solo"
11. "Space Truckin'"
12. "Highway Star"
13. "Smoke on the Water"
14. "Hush" (z Michaelem Bradfordem)
15. "Too Much Fun" (z "Funky" Claude'a Nobsa)
16. "Black Night"

#### DVD 2 (Londyn)
1. "Fireball"
2. "I Got Your Number"
3. "Strange Kind of Woman"
4. "Kiss Tomorrow Goodbye"
5. "Rapture of the Deep"
6. "Wrong Man"
7. "Lazy"
8. "Perfect Strangers"
9. "Highway Star"
10. "Smoke on the Water"

## Wykonawcy
- Ian Gillan – śpiew, harmonijka
- Steve Morse – gitara
- Roger Glover – gitara basowa
- Don Airey – instrumenty klawiszowe
- Ian Paice – perkusja

### goście
- Michael Bradford - gitara w "Hush", "Too Much Fun" i "Black Night"
- Claude Nobs - harmonijka w "Too Much Fun"